# Bitxac coronat
El bitxac coronat (Campicoloides bifasciatus) és una espècie d'ocell de la família dels muscicàpids (Muscicapidae) i única espècie del gènere Campicoloides, si bé diverses classificacions recentment l'ubicaven a Oenanthe o Saxicola.
El seu estat de conservació es considera de risc mínim.

## Descripció
- Fa 16 – 17 cm de llarg i uns 33 grams de pes.
- Mascle amb cara, gola i part superior del pit negre. Gran cella color camussa des del front fins als costats del coll. Capell, clatell i dors de color marró molt fosc. Part inferior del pit i ventre color camussa.
- Femella amb dors marró amb vetes més fosques. Carpó camussa i cua negra. Parts inferiors color canyella amb ratlles més fosques al pit.

## Hàbitat i distribució
Viu a les muntanyes del l'est de Sud-àfrica, al Transvaal, oest de Natal, Lesotho i est de la província del Cap.